# Médaille Vayu Sena
La médaille Vayu Sena (VM) est une décoration militaire indienne de l'armée de l'air généralement décernée en temps de paix pour un service exceptionnel effectué. Cependant, elle a parfois été attribuée en période de conflit pour des actes de bravoure face à l'ennemi, mais jamais en nombre similaire au Vir Chakra..
La médaille peut être attribuée à titre posthume. En cas d'obtention de plusieurs décoration du même type par une seule et même personne, une barrette sur le ruban le signale.
La VM fut créé le 17 juin 1960 par le président de l'Inde et remise à partir de 1961. Au cours de la dernière décennie ou plus, les décorations furent classés en deux catégories. L'une est appelée Vayu Sena pour courage (chevalerie) et l'autre Vayu Sena du devoir.

## Description
Avers: une étoile d'argent à quatre branches avec des pointes en forme de fleurs de lotus. Au centre, l'emblème national. Suspendue par une barrette métallique horizontale.
Revers: un aigle himalayen aux ailes déployées et la légende, au-dessus et en dessous, en hindi "Vayu Sena Medal" ou "Médaille de l'armée de l'air".
Ruban: 30 mm, avec une alternance diagonale (de bas à gauche à en haut à droite) de rayures de couleurs gris et safran orange. Le ruban a un aspect global "tissé".

## Exemples de récipiendaires
Pour mieux comprendre le but de la décoration, voici la citation de la deuxième décoration du chef d'escadron Harchand Singh Gill, Indian Air Force : « En octobre 1953, une colonne composée de fantassins du Assam Rifles et de personnels de l'administration civile fut attaquée par des Tagins armés qui en tuèrent certains.Le Sqn-Ldr. HS Gill commandait le détachement de Dakotas chargé de l'envoi de troupes en renforts par voie aérienne. L'opération était rendue difficile par la difficulté d'accès des deux petits terrains d'atterrissage disponibles. Malgré les difficultés, le Sqn-Ldr Gill, avec son enthousiasme vif, son énergie débordante et son courage, a personnellement effectué la majeure partie des rotations à Doporijo. Par son travail infatigable, le pont aérien qui avait paru impossible, est devenu réalité. Il a fait preuve d'un courage et d'un dévouement de la plus haute importance. »